# Rainer Wernicke
Rainer Wernicke (* 26. Dezember 1962 in Düsseldorf) ist ein Unternehmer und ehemaliger deutscher Politiker (parteilos, bis März 2018 Grüne) und war von 2015 bis 2017 einer der beiden Landessprecher von Bündnis 90/Die Grünen Thüringen.

## Ausbildung und Beruf

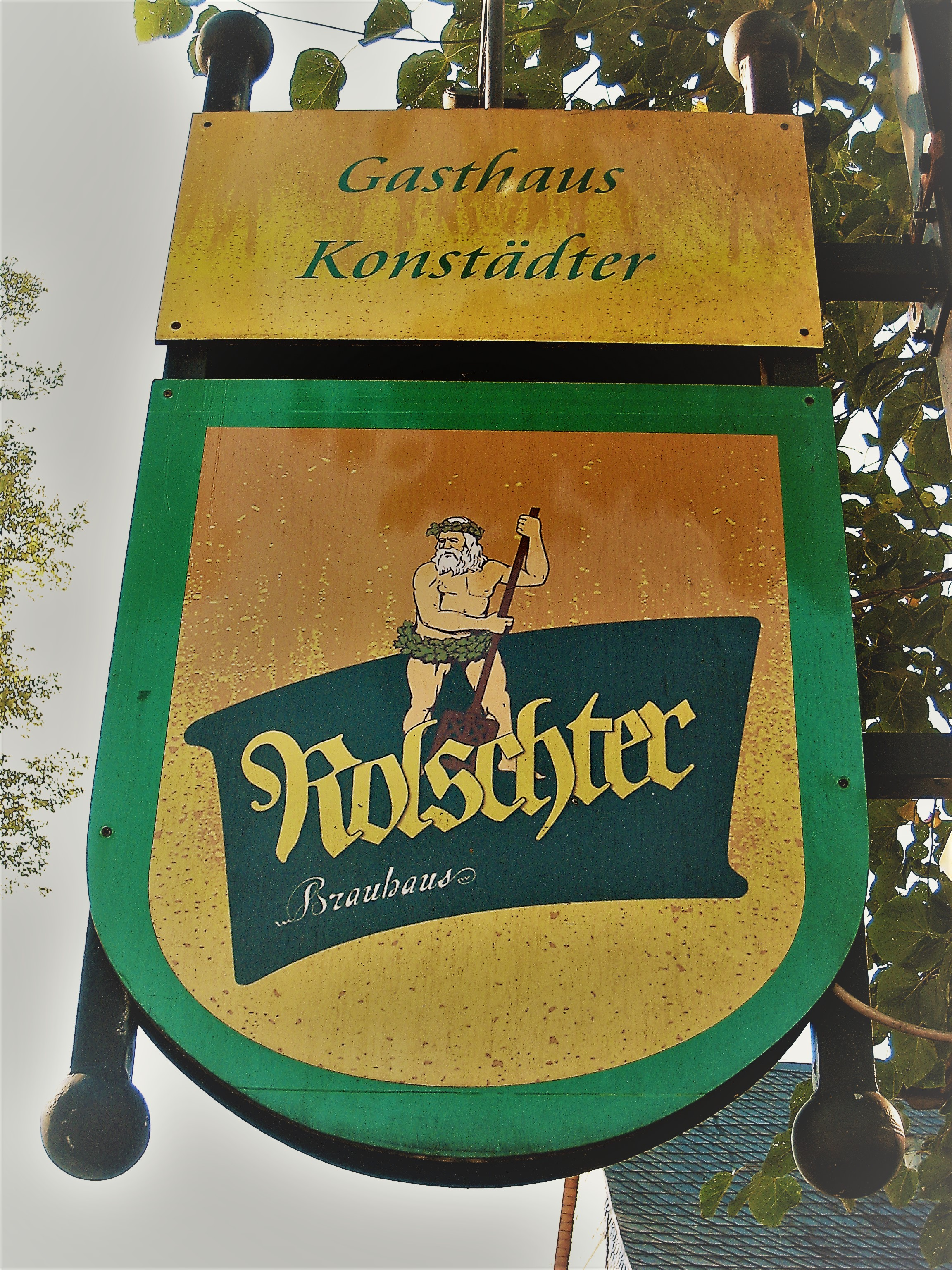
Rolschter – von Wernicke geführte Hausbrauerei

Wernicke studierte nach dem Abitur am Humboldt-Gymnasium Düsseldorf 1982 bis 1983 Rechtswissenschaften an der Universität zu Köln. Nach dem Zivildienst studierte er von 1985 bis 1991 Politik- und Kommunikationswissenschaften an der Freien Universität Berlin. Während des Studiums war er 1987 Mitbegründer des linksalternativen privaten Hörfunksenders Radio 100. Daneben arbeitete er als freier Mitarbeiter unter anderem für die tageszeitung, das Spandauer Volksblatt und den SFB. Im Zuge der politischen Wende berichtete er verstärkt aus Ost-Berlin.
1991 zog er von Berlin ins thüringische Rudolstadt, um dort die Gastwirtschaft seiner Großeltern zu übernehmen. 1993 betrieb er zum ersten Mal ein eigenes Festzelt auf dem Rudolstädter Vogelschießen. 2003 wurde er Geschäftsführer der Pörze Privatbrauerei KG, die er nach dem Tod des Eigentümers 2004 übernahm und in die Rolschter Brauhaus GmbH & Co. KG überführte. Zusammen mit seinem Sohn Lars Wernicke führt er die Hausbrauerei als unabhängigen Familienbetrieb mit eigener Braustätte in Rudolstadt.
Wernicke ist verheiratet und hat drei erwachsene Kinder.

## Politischer Werdegang
2010 trat er dem Kreisverband Saalfeld-Rudolstadt von Bündnis 90/Die Grünen bei. Zur Bundestagswahl 2013 kandidierte er auf Platz 10 der Thüringer Landesliste seiner Partei. Bei der Landtagswahl in Thüringen 2014 kandidierte er als Direktkandidat im Wahlkreis Saalfeld-Rudolstadt I, wo er 5,6 % der Stimmen erhielt, und auf Platz 10 der Landesliste. Am 24. Oktober 2015 wurde er auf dem Thüringer Landesparteitag der Grünen zum Nachfolger von Dieter Lauinger als Landessprecher gewählt. Er erhielt im zweiten Wahlgang die nötige Mehrheit von 53 % der Stimmen gegen zwei weitere Bewerber.
Aufgrund von inhaltlichen Differenzen mit der Parteilinie und insbesondere mit seiner Co-Landessprecherin Stephanie Erben zog er seine Kandidatur auf den Landesvorsitz auf dem Landesparteitag im November 2017 zurück. Wernicke bemängelte eine Klientelpolitik für eine „grüne Blase“ und kritisierte die fehlende soziale Ausrichtung der Grünen. Zum neuen Landessprecher wurde daraufhin Denis Peisker gewählt. Im März 2018 gab Wernicke seinen Austritt aus der Partei bekannt, weil dort Machtinteressen und Karrieredenken zu sehr im Vordergrund standen. „Im Kampf um die persönliche Existenz werden auch Grüne zu Hyänen.“ Der Landesspitze warf er „Mobbing und Heuchelei“ vor.